# تاكيشي كاواهارادزوكا
تاكيشي كاواهارادْزُكا (باليابانية: 河原塚 毅) (مواليد 1 فبراير 1975)، هو لاعب كرة قدم ياباني سابق كان يلعب كمهاجم.

## وصلات خارجية
- تاكيشي كاواهارادزوكا على موقع الاتحاد الدولي (مؤرشف)  (الإنجليزية)
- تاكيشي كاواهارادزوكا على موقع رابطة كرة القدم اليابانية للمحترفين (اليابانية)